# أنطونيو كاسال
أنطونيو كاسال (بالإسبانية: Antonio Casal)‏ هو ممثل إسباني، ولد في 10 يونيو 1910 في سانتياغو دي كومبوستيلا في إسبانيا، وتوفي في 11 فبراير 1974 في مدريد في إسبانيا.

## وصلات خارجية
- أنطونيو كاسال على موقع IMDb (الإنجليزية)
- أنطونيو كاسال على موقع قاعدة بيانات الفيلم (الإنجليزية)